# Plaza Sion
La plaza Sion (en hebreo:  כיכר ציון, Kikar Tziyon) es una plaza pública en el oeste de Jerusalén, Israel, que se encuentra en la intersección de las calles Jaffa, Ben Yehuda , Herbert Samuel y Yoel Moshe Salomon.
La plaza es uno de los vértices del triángulo del distrito comercial del centro. Desde la época del mandato británico, la plaza Sion ha sido el punto focal de la vida cultural de la ciudad de Jerusalén. La plaza está ocupada día y noche con los turistas , inmigrantes de edad avanzada, los estudiantes del extranjero, los jóvenes locales, artistas callejeros, y activistas religiosos. En las últimas décadas, la plaza se ha convertido en un lugar frecuentado por jóvenes descontentos y sin hogar.
Desde la década de 1930 a 2011, la plaza era un sitio popular para las protestas y manifestaciones masivas. También el sitio de varios ataques terroristas palestinos y un asalto a jóvenes palestinos por parte de un grupo de jóvenes judíos en 2012.